# Premoli (famiglia)
Il Casato dei Premoli fu una delle principali famiglie nobili di Crema. Ottenne i titoli di conti palatini del Sacro Romano Impero, di conti e di marchesi di Comazzo, Triulzia e Mirandola, distinguendosi tra il XVI e il XVIII secolo per le cariche civili, militari e religiose ricoperte dai suoi membri.

## Origini e Storia

### Origini
Le cronache più antiche di Crema, come quelle di Pietro Terni e Alemanio Fino, non menzionano la famiglia Premoli. Tuttavia, Cesare Tintori, sulla scorta di un episodio narrato dal Terni, fece risalire la casata a Paolo (o Polo) Seghizzo, dei conti di Premollo in Val Seriana, che nel 1446 provvide di grano la città di Crema in tempo di carestia, guadagnandosi l’appellativo di padre dei poveri. Tale identificazione, basata sulla somiglianza tra i nomi Premoli e Premollo, fu probabilmente un tentativo erudito di conferire ai Premoli un più antico e illustre capostipite.
La genealogia storicamente accertata parte invece da Vincenzo Premoli, marito di Elisabetta Mosconi, attivo verso la metà del XVI secolo. Suo figlio Paolo Premoli fu nel 1567 il primo a essere iscritto nell’elenco dei Consiglieri municipali di Crema, ossia il Libro d’Oro del patriziato.

### Ascesa nobiliare
La famiglia si affermò nel XVII secolo:
- Nel 1642 a Vienna, l’imperatore Ferdinando III concesse a Giulio Premoli e alla famiglia il titolo di Conte.
- Con diploma imperiale del 26 agosto 1642 a Vienna, l’imperatore Ferdinando III concesse a Giovanni Pietro e Vittoriano Premoli il titolo di conti palatini del Sacro Romano Impero, in virtù dei meriti militari e dei servigi resi, specialmente da Vittoriano, che aveva combattuto in Germania. Riconfermata nel 1826.[2]
- Con atto del 13 maggio 1682 e diploma dell’8 aprile 1683, Camillo Premoli ricevette dal duca Vittorio Amedeo II di Savoia l’investitura del feudo di Comazzo e il titolo di marchese, ereditario in linea maschile primogenita.[2]
- Il 2 agosto 1691 il marchese Antonio fu investito dei feudi marchionali di Triulzia con Mirandola. Tuttavia il ramo marchionale si estinse nel 1747 con la sua morte.[2]

I titoli comitali e palatini furono confermati nel 1889 nell'Elenco Ufficiale con D.M.

## Relazioni e matrimoni
La famiglia Premoli consolidò ulteriormente il proprio status attraverso matrimoni con altre casate nobili. Tra queste ricordiamo i Vimercati, i Frecavalli e i Torri.
Tra questi ricordiamo il matrimonio tra la marchesa Chiara Ortensia ed il conte Marcantonio Vimercati Sanseverino nel 1729.

## Arma
Lo stemma della famiglia Carioni è così descritto: "Di rosso, a tre stelle (8) d’oro, poste 2 e 1; al capo d’azzurro, caricato di un leone d’oro illeopardito, linguato di rosso".

## Membri illustri
- Giulio Premoli (†1645): fu illustre giureconsulto e brillante oratore. Partecipe dell’Accademia dei Sospinti, fu eletto Principe nel 1636 e vi recitò panegirici molto lodati, tra cui quello dedicato al podestà Francesco Grimani. Sedette quattro volte come Provveditore della città di Crema. Morì nel 1645, commemorato con un’orazione funebre da Antonio Maria Clavelli.[3]
- Vittoriano Premoli (†1657): intraprese la carriera militare come volontario e a proprie spese (sumptibus suis) sotto le insegne dell’imperatore d’Austria Ferdinando III. Il diploma imperiale del 26 agosto 1642 lo creò conte palatino. Nel 1657, durante l’assedio francese di Alessandria, guidava la cavalleria spagnola e cadde in battaglia contro i francesi.[3]
- Agostino Premoli (†1692): si laureò in ambo le leggi e si distinse presto a Roma per ingegno e dottrina. Prelato domestico di Innocenzo X e referendario delle due Segnature, fu governatore di Tivoli, Fermo e Viterbo. Nel 1668 Clemente IX lo nominò vescovo di Concordia, dove resse la diocesi per circa venticinque anni, curando anche restauri importanti della residenza episcopale. Morì a Crema nel 1692 ed è sepolto nella parrocchiale di Palazzo Pignano.[3]
- Camillo Premoli (†1690): Del ramo primogenito, ricevette dal duca Vittorio Amedeo II di Savoia il feudo di Comazzo (13 maggio 1682) e il titolo di marchese (8 aprile 1683), ereditario per la linea maschile primogenita.[2]
- Paolo Filippo Premoli (1697-1771): Al battesimo chiamato Carlo, entrò diciottenne nei Barnabiti, assumendo il nome di Paolo Filippo. Confessore e stimato consigliere teologico del cardinale Prospero Lambertini, futuro papa Benedetto XIV, fu nominato Preposto Generale della Congregazione dei Chierici Regolari di San Paolo nel 1755. A Crema promosse la costruzione della Chiesa di San Marino (poi demolita). Lasciò manoscritti inediti, tra cui le Lettere e Relazioni delle Missioni Barnabite in Asia e la Vita del Beato Alessandro Sauli. Morì a Crema il 21 marzo 1771.[3][2]
- Paolo Premoli (XVIII-XIX sec.): Ricoprì cariche eminenti a Crema durante la dominazione napoleonica e successivamente sotto il governo austriaco.[2]